# Sarotherodon melanotheron
Sarotherodon melanotheron – gatunek słodkowodnej ryby okoniokształtnej z rodziny pielęgnicowatych (Cichlidae), użytkowanej gospodarczo, cenionej przez wędkarzy i akwarystów. W języku polskim nazywana jest tilapią wielkogłową.
Zasięg występowania tej pielęgnicy obejmuje obszar wybrzeża Afryki Zachodniej od Senegalu po Kamerun. Została wprowadzona do kilku krajów w Azji, Ameryce Północnej i Europie.
Występuje głównie w ujściach rzek i lagunach, sympatrycznie z Tilapia guineensis i S. nigripinnis. W namorzynach jest gatunkiem licznym. Występuje też w dolnym biegu strumieni. Zasiedla zarówno wody słodkie, jak i słone, toleruje wysokie zasolenie. W Afryce Zachodniej jest ważnym gatunkiem użytkowym, masowo wprowadzanym do hodowli w lagunach.
W 1983 roku Ethelwynn Trewavas rozpoznała w obrębie tego gatunku 5 podgatunków, z czego 3 zostały uznane przez większość ichtiologów:
- S. m. melanotheron – podgatunek nominatywny, występuje od Wybrzeża Kości Słoniowej po Kamerun,
- S. m. heudelotii (Duméril, 1859) – od Senegalu po Gwineę,
- S. m. leonensis (Thys van den Audenaerde, 1971) – od Sierra Leone po zachodnią Liberię.

Sarotherodon melanotheron jest pyszczakiem, przy czym ikrę nosi w pysku samiec. Dymorfizm płciowy jest słabo zaznaczony. Żyje w dużych grupach. Aktywny przede wszystkim nocą, okresowo żeruje również w ciągu dnia. Zjada detrytus, małże i zooplankton. Osiąga przeciętnie 17,5 cm długości całkowitej (TL), maksymalnie 28 cm długości standardowej {SL}.